# Oi-Oil
Eine Oi-Oil (fataluku: ruru veve, tetum kafu'i) ist eine Kernspaltflöte in Osttimor.
Die Flöte wird aus Bambus oder dem Holz der Kokospalme hergestellt und kann zwischen 20 und 50 Zentimeter lang sein. Sie verfügt über mehrere Grifflöcher.
Manchmal werden zwei Flöten gleichzeitig von einem Musiker gespielt. Auf der Seite des Mundstücks befindet sich eine Hülse aus einem getrockneten Blatt, mit dem die zwei Flöten aufeinander abgestimmt werden, wenn sie zusammen gespielt werden. Das unterste Loch ist zu weit von den Fingern entfernt, um mit ihm zu spielen. Während die linke Flöte als Bordun fungiert, werden mit der rechten Flöte Melodien und Ausschmückungen gespielt. Die Phrasierung wird durch den Atem bestimmt. Die Oi-Oil hat einen Tonumfang einer großen Terz und einer großen Sekunde in den Bordunpassagen.
Gespielt werden sogenannte mehrstimmige Vaihoho-Melodien, wobei die zwei Flöten das Duett der Vaihoho imitieren. Verwendung findet die Oi-Oil bei bestimmten Festen und für Wiegenlieder.
Bei den Lamaholot auf Flores gibt es mit der Rurén eine vergleichbare Doppelflöte. Auch hier kennt man eine diphone Musik.